# Савковић
Савковић је насеље у Србији у општини Љубовија у Мачванском округу. Према попису из 2022. било је 100 становника.
Овде се налази Црква брвнара у Савковићу.

## Демографија
У насељу Савковић живи 262 пунолетна становника, а просечна старост становништва износи 41,8 година (39,9 код мушкараца и 44,0 код жена). У насељу има 86 домаћинстава, а просечан број чланова по домаћинству је 3,73.
Ово насеље је великим делом насељено Србима (према попису из 2002. године), а у последња три пописа, примећен је пад у броју становника.
|  |

| Демографија | Демографија | Демографија |
| Година      | Становника  | Становника  |
| ----------- | ----------- | ----------- |
| 1948.       | 675         |             |
| 1953.       | 721         |             |
| 1961.       | 692         |             |
| 1971.       | 566         |             |
| 1981.       | 460         |             |
| 1991.       | 350         | 349         |
| 2002.       | 321         | 322         |

| Етнички састав према попису из 2002.‍ | Етнички састав према попису из 2002.‍ | Етнички састав према попису из 2002.‍ | Етнички састав према попису из 2002.‍ | Етнички састав према попису из 2002.‍ |
| ------------------------------------ | ------------------------------------ | ------------------------------------ | ------------------------------------ | ------------------------------------ |
|                                      |                                      |                                      |                                      |                                      |
| Срби                                 | Срби                                 |                                      | 318                                  | 99,06%                               |
| Црногорци                            | Црногорци                            |                                      | 2                                    | 0,62%                                |
| непознато                            | непознато                            |                                      | 1                                    | 0,31%                                |

| Година пописа     | 1948. | 1953. | 1961. | 1971. | 1981. | 1991. | 2002. |
| ----------------- | ----- | ----- | ----- | ----- | ----- | ----- | ----- |
| Број домаћинстава | 93    | 95    | 106   | 104   | 95    | 86    | 86    |

| Број чланова      | 1  | 2  | 3  | 4  | 5 | 6 | 7 | 8 | 9 | 10 и више | Просек |
| ----------------- | -- | -- | -- | -- | - | - | - | - | - | --------- | ------ |
| Број домаћинстава | 10 | 20 | 17 | 13 | 8 | 5 | 9 | 2 | 1 | 1         | 3,73   |

| Пол    | Укупно | Неожењен/Неудата | Ожењен/Удата | Удовац/Удовица | Разведен/Разведена | Непознато |
| ------ | ------ | ---------------- | ------------ | -------------- | ------------------ | --------- |
| Мушки  | 145    | 54               | 76           | 11             | 4                  | 0         |
| Женски | 130    | 22               | 75           | 30             | 2                  | 1         |
| УКУПНО | 275    | 76               | 151          | 41             | 6                  | 1         |

| Пол    | Укупно                    | Пољопривреда, лов и шумарство | Рибарство                            | Вађење руде и камена | Прерађивачка индустрија       |
| ------ | ------------------------- | ----------------------------- | ------------------------------------ | -------------------- | ----------------------------- |
| Мушки  | 120                       | 99                            | 0                                    | 0                    | 4                             |
| Женски | 67                        | 65                            | 0                                    | 0                    | 1                             |
| УКУПНО | 187                       | 164                           | 0                                    | 0                    | 5                             |
| Пол    | Производња и снабдевање   | Грађевинарство                | Трговина                             | Хотели и ресторани   | Саобраћај, складиштење и везе |
| Мушки  | 0                         | 11                            | 2                                    | 0                    | 1                             |
| Женски | 0                         | 0                             | 0                                    | 0                    | 0                             |
| УКУПНО | 0                         | 11                            | 2                                    | 0                    | 1                             |
| Пол    | Финансијско посредовање   | Некретнине                    | Државна управа и одбрана             | Образовање           | Здравствени и социјални рад   |
| Мушки  | 0                         | 1                             | 0                                    | 1                    | 0                             |
| Женски | 0                         | 0                             | 1                                    | 0                    | 0                             |
| УКУПНО | 0                         | 1                             | 1                                    | 1                    | 0                             |
| Пол    | Остале услужне активности | Приватна домаћинства          | Екстериторијалне организације и тела | Непознато            | Непознато                     |
| Мушки  | 0                         | 0                             | 0                                    | 1                    | 1                             |
| Женски | 0                         | 0                             | 0                                    | 0                    | 0                             |
| УКУПНО | 0                         | 0                             | 0                                    | 1                    | 1                             |